# Mónica Echeverría
Mónica Echeverría Yáñez (Santiago, 2 de septiembre de 1920-La Reina, 3 de enero de 2020) fue una escritora, profesora, actriz, directora, dramaturga y activista chilena, considerada una de las más destacadas figuras de la cultura nacional, del activismo en favor de los derechos humanos y del feminismo chileno. Perteneció al movimiento Mujeres por la vida creado en 1983 que luchó contra la dictadura militar del general Augusto Pinochet.

## Biografía
Proveniente de una acomodada familia, fue hija de la escritora María Flora Yáñez y de José Rafael Echeverría Larraín, nieta del político Eliodoro Yáñez Ponce de León, y sobrina del escritor Juan Emar, vivió hasta los ocho años en Francia, con su abuelo, que había tenido que exiliarse debido a la dictadura del general Carlos Ibáñez del Campo. Recuerda que cuando regresó a Chile, ella había olvidado el español.
Estudió en las Monjas Esclavas del Sagrado Corazón de Jesús, un «colegio retrógrado», según lo definió años más tarde, y después, desafió a su medio al ingresar en el Instituto Pedagógico de la Universidad de Chile, para luego ejercer desde 1940 como profesora de castellano durante veintidós años. Ingresó a la Academia de Arte Dramático Teatro Ensayo de la Pontificia Universidad Católica de Chile, donde egresó en 1955.
Complementó la docencia con el desarrollo de su vocación por el teatro, donde participó como actriz, directora y autora de diferentes obras y espectáculos infantiles. En 1955 fue fundadora de la compañía de teatro Ictus.
En 1959, con el dramaturgo Jorge Díaz y el director Claudio di Girolamo Carlini, estrenó diversas obras de teatro para niños itinerada por colegios y poblaciones. En este período destacó como directora de teatro infantil. Sus obras más exitosas fueron la serial de Quiquirico; El círculo encantado, Chumingo y el pirata de lata, Guatapique, Zambacanuta.
Después del golpe de Estado que derrocó a Salvador Allende en 1973, Echeverría fue detenida y torturada en Regimiento de Infantería n.º 1 «Buin». Debido a la militancia de dos de sus hijos en el MIR, ella y su esposo, el arquitecto y político Fernando Castillo Velasco en 1974 se exiliaron durante cuatro años aceptando la invitación de la Universidad de Cambridge para unirse a su plantilla docente mientras Carmen y Cristián luchaban en la clandestinidad contra la dictadura de Augusto Pinochet. Regresaron en 1978.
Personaje legendario de la vida cultural chilena, en 1981 organizó una exposición de arte erótico en la Universidad Católica en plena dictadura militar. Dando vida a la Operación Chancho: lanzó a correr por la céntrica calle Ahumada un cerdo con una gorra como la del general Pinochet.
Integrante del movimiento Mujeres por la vida, un colectivo que nació en 1983 a raíz del impacto que generó la inmolación de Sebastián Acevedo padre de dos jóvenes detenidos por la Central Nacional de Inteligencia, que agrupó a miles de mujeres en oposición a Pinochet, se convirtió en uno de los rostros visibles de la revolución que luchó por la defensa de los derechos humanos durante la dictadura chilena. Realizaban actos relámpago pacíficos y marchas públicas que buscaban generar impacto en la población usando el humor como principal arma. La historia del movimiento fue recogida en el documental Hoy y no mañana (2018) dirigido por Josefina Morande y producido por su hija Carmen Castillo en el que Mónica, una de las protagonistas, reivindicaba el papel de las mujeres en la lucha contra la dictadura de Pinochet.
En 1988 fue una de las fundadoras del movimiento político Independientes por el Consenso Democrático que agrupaba a personalidades que no militaban en partidos políticos, opositores a la dictadura militar.
Fue también una de las fundadoras del Centro Cultural Estación Mapocho, cuando regresó de Inglaterra, época en que dramatizó tres ensayos: sobre Simone de Beauvoir, García Lorca y María Monvel. 
En 2003, en el aniversario de los treinta años del golpe de Estado, realizó el radio-teatro La última epopeya de Salvador Allende.
Como Escritora publicó su primer libro, Antihistoria de un luchador, en 1993, ya después de caída la dictadura, pero lo había comenzado mucho antes: ocho años se demoró en terminar esta biografía de quinientas páginas sobre el sindicalista Clotario Blest. A esta obra siguieron otras, en su mayoría novelas basadas en personajes reales entre ellas Yo, Violeta (2010) biografía novelada de la cantautora Violeta Parra o Háganme callar (2016) una obra autobiográfica en la que recuerda su privilegiada niñez y habla de «los conversos» categoría en la que incluye a Eugenio Tironi y Enrique Correa entre otros, queriendo encontrar una comprensión al abandono de sus ideas revolucionarias de los años 60 para adaptarse al modelo neoliberal, lejano a los ideales por los que habían trabajado juntos, previo a la dictadura.
Las mujeres protagonizaron muchas de sus narraciones. Su último libro, Acero y paloma. Relato de una mujer libre en cautiverio, -finalista del Premio Municipal de Literatura de Santiago 2019- sobre mujeres, feminismo y política, en el que reconstruye la historia de Sybila Arredondo, la esposa chilena del escritor José María Arguedas, que, acusada de militar en Sendero Luminoso, estuvo encarcelada durante quince años en Perú.
El 4 de mayo de 2013 fue uno de los fundadores del movimiento Marca AC, que buscaba redactar una nueva Constitución Política para Chile mediante el establecimiento de una asamblea constituyente.
En una de sus últimas entrevistas con motivo de la presentación del libro en agosto de 2018 Echeverría reclamaba el papel protagonista de las mujeres en la historia y denunciaba la falta de mujeres «en las universidades, en los tribunales, entre senadores y diputados». Entre las chilenas del siglo XXI señaló entre sus protagonistas a la líder universitaria Camila Vallejo.

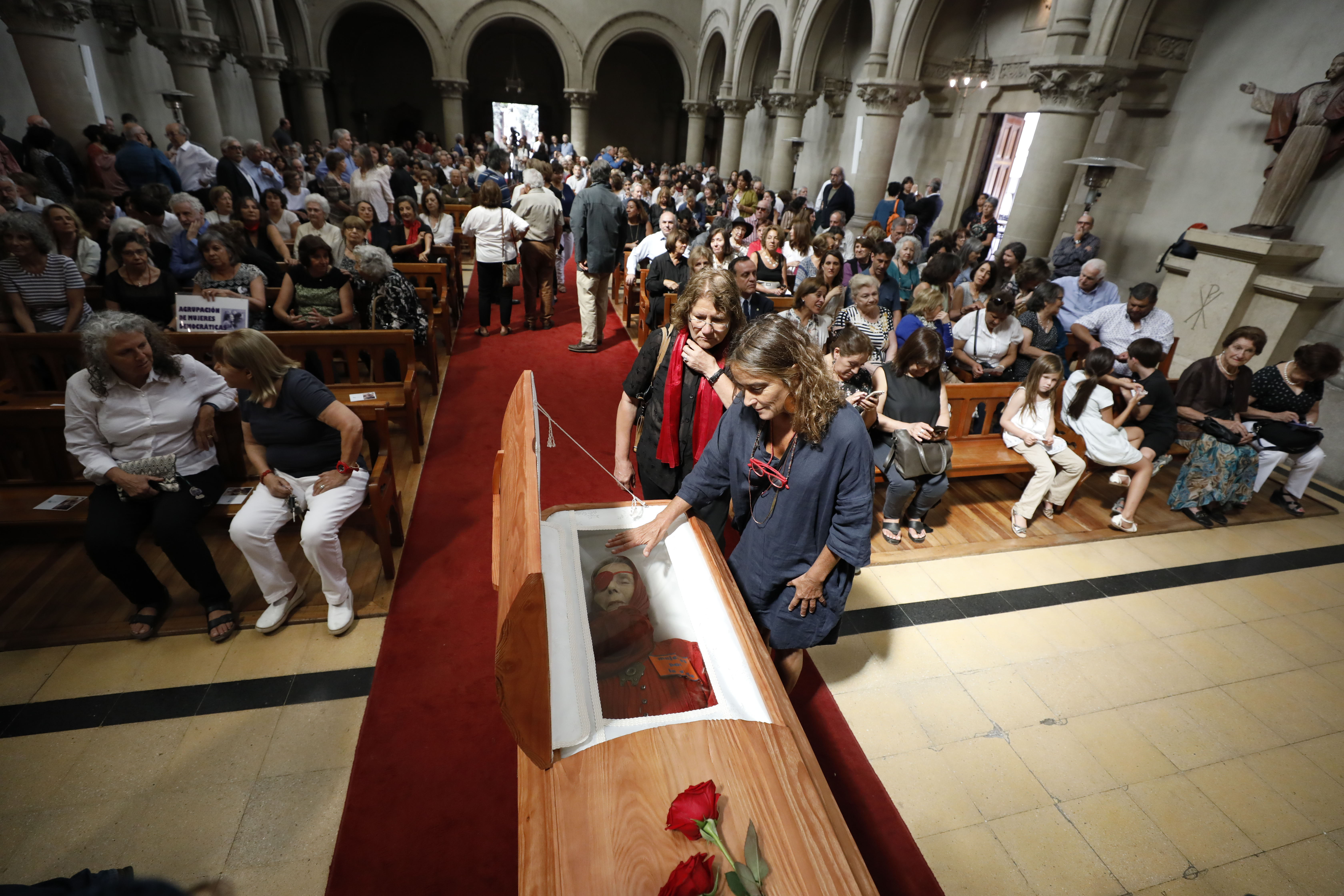
Mónica Echeverría fue velada cumpliendo su último deseo: Un parche en el ojo y con mensaje feminista.

Debido a un accidente cerebro vascular que melló su salud, en los últimos meses de su vida tenía problemas para comunicarse pero no le impidió salir a la calle y solidarizarse con las movilizaciones sociales que se iniciaron el 18 de octubre.
Mónica Echeverría falleció la noche del viernes 3 de enero de 2020 a los noventa y nueve años, en su casa de la comuna de La Reina. Fue velada en el campus Oriente de la Universidad Católica y, cumpliendo sus deseos, su cadáver fue mostrado portando un parche rojo en el ojo, en referencia a las víctimas de lesiones oculares durante el estallido social de los últimos meses en Chile y un cartel en el pecho con la leyenda Mujeres por la vida, movimiento del que formó parte. Su funeral se celebró en el Cementerio General de Santiago.

## Vida personal
Se casó en 1944 con el arquitecto y político democratacristiano Fernando Castillo Velasco, con quien tuvo cinco hijos: la periodista, escritora y documentalista Carmen Castillo, Cristián, Fernando José —uno de los líderes de la llamada comunidad o comuna de Pirque—, Javier, fallecido en un accidente automovilístico a principios de los años 1970, y Consuelo, gestora cultural, cineasta y actriz.

## Publicaciones
- Antihistoria de un luchador (1993)  biografía de Clotario Blest, LOM Ediciones, Santiago
- Agonía de una irreverente (1996) novela histórica o biografía novelada sobre Inés Echeverría Bello, Editorial Sudamericana, Santiago.
- Crónicas vedadas (1999) Sudamericana, Santiago. En 2017 Catalonia reeditó la obra con un nuevo subtítulo: Radiografía de la élite impune en lugar de Antes del juicio final. Contiene los siguientes 6 relatos históricos (orden según la edición de 2017): «Seis distinguidas damas y un imprudente inquisidor», «El misterioso señor Monteagudo», «Ocaso de un glorioso general», «El crimen de Chicureo (Lugar de los tordos)», «Azarosa vida de un arzobispo» y «Sobrevivir sin raíces».
- Difícil envoltorio (2000), novela testimonial
- El vuelo de la memoria (2002) junto con Carmen Castillo, novela testimonial, LOM, Santiago,
- Cara y sello de una dinastía, (2005) novela de facto sobre la familia de Agustín Edwards
- Krassnoff, arrastrado por su destino (2008)  testimonio, Catalonia, Santiago,
- Yo, Violeta, (2010) biografía novelada de Violeta Parra, Plaza & Janés, Santiago,
- Insaciables, (2012) con Patricia Lutz; novela sobre Augusto Pinochet, Plaza & Janés, Santiago,
- ¡Háganme callar!, (2016) crónica, Ceibo Ediciones, Santiago
- Acero y paloma. Relato de una mujer libre en cautiverio, (2018) con la colaboración de Scarlett Bravo Andrade; Catalonia,

## Filmografía
Como actriz:
- La colonia penal (1970) de Raúl Ruiz
- ¡Qué hacer! (1972) de Saul Landau, Raúl Ruiz y Nina Serrano como Irene Alarcón

- Palomita Blanca (1973)  de Raúl Ruiz
- La luna en el espejo (1990) de Silvio Caiozzi, como la cocinera en la televisión.
- Días de campo, (2004) de Raúl Ruiz, como la señora.
- Las Golondrinas de Altazor (2006) dirección Mauricio Álamo

Guionista:
- El Inquisidor (2015)

Agradecimientos:
- Diario de Agustín (2008)

## Documentales
- Calle Santa Fe (2007) dirigido por Carmen Castillo
- Hoy y no mañana (2018) dirigido por Josefina Morandé. Historia del movimiento Mujeres por la vida creado en 1983.

## Premios y reconocimientos
- 2017: Premio a la trayectoria artística por la Association Internacionale du Théâtre pour l’Enfance et la Jeuneusse.
- 2017: Premio Amanda Labarca por el Partido Radical de Chile.
- 2019: Premio a la Mujer Destacada por el Colegio de Profesores de Chile.
- 2019: Finalista del Premio Municipal de Literatura de Santiago, categoría Referencial, con Acero y paloma. Relato de una mujer libre en cautiverio[15]